# Saint-Julien, Vosges
Saint-Julien är en kommun i departementet Vosges i regionen Grand Est (tidigare regionen Lorraine) i nordöstra Frankrike. Kommunen ligger i kantonen Lamarche som tillhör arrondissementet Neufchâteau. År 2022 hade Saint-Julien 103 invånare.

## Befolkningsutveckling
Antalet invånare i kommunen Saint-Julien
| Referens: INSEE |